# Bothriocroton undatum
Bothriocroton undatum är en fästingart som beskrevs av Fabricius 1775. Bothriocroton undatum ingår i släktet Bothriocroton och familjen hårda fästingar. Inga underarter finns listade.